# 天谷知子
天谷 知子 (あまや ともこ、1963年6月8日 - ) は、大蔵・金融官僚。東京都出身。女性初の金融庁審議官を経て、同じく女性初の金融国際審議官に就任。現在は農林中央金庫総合研究所エグゼクティブ・アドバイザー、東日本旅客鉄道社外取締役、川崎重工業社外取締役。

## 人物
1986年 東京大学法学部を卒業後、大蔵省（現：財務省）入省。同期に茶谷栄治、大鹿行宏、田島淳志、古沢知之、藤本拓資、大西淳也、谷内繁、小原昇など。主に金融監督・国際金融規制に携わる。
- 1991年 関税局国際調査課総括係長[3]
- 1992年 尾道税務署長[3]
- 1993年7月 銀行局調査課長補佐[4]
- 1994年7月 銀行局銀行課長補佐[4]
- 1995年6月 銀行局総務課長補佐[4]
- 1996年5月 外務省欧州連合日本政府代表部一等書記官(ブリュッセル)[4]
- 1999年7月 金融監督庁長官官房企画課長補佐[4][5]。
- 2000年7月 関税局企画課長補佐（総括）[3]
- 2001年1月 財務省関税局企画課長補佐（総括）[3]
- 2001年7月 関税局総務課長補佐（総括）[3]
- 2002年7月 金融庁総務企画局国際課企画官（保険担当）
- 2004年7月 総務企画局国際課企画官兼監督局保険課審査室長
- 2006年7月 検査局総務課検査企画官兼総務課調査室長
- 2010年7月 証券取引等監視委員会課徴金・開示検査課長兼監督局総務課国際監督室長
- 2011年7月 東京大学公共政策大学院教授
- 2013年7月 預金保険機構審議役
- 2014年4月 預金保険機構調査部長
- 2015年7月 検査局審議官兼公認会計士・監査審査会事務局長
- 2017年7月 総務企画局審議官兼証券取引等監視委員会事務局次長
- 2018年 総合政策局審議官兼証券取引等監視委員会事務局次長
- 2019年　国際・監督局担当審議官[6][7]
- 2020年4月 国際総括官[8] (局長級)
- 2021年7月 金融国際審議官[9]
- 2023年7月 退任
- 2024年6月 東日本旅客鉄道取締役[10]、川崎重工業取締役[11]